# Kościół w Fleringe
Kościół w Fleringe – świątynia należąca do diecezji Visby Kościoła Szwecji. Znajduje się w północnej części Gotlandii.

## Architektura
Miejscowy kościół zbudowany został z wapienia w XIII wieku. Jego najstarszymi częściami są nawa i prezbiterium. Nieco później dostawiono wieżę. Od tego czasu do dziś kościół nie uległ większym przemianom. Niestety, bardzo poważnie ucierpiał w wyniku pożaru w 1676 roku.
Kościół położony jest na cmentarzu, a cały teren okala niski mur, w którym zachowała się jedna średniowieczna brama. W murach świątyni dostrzec można gotyckie portale. Spośród nich najbardziej udekorowany został portal wieżowy.

## Wnętrze

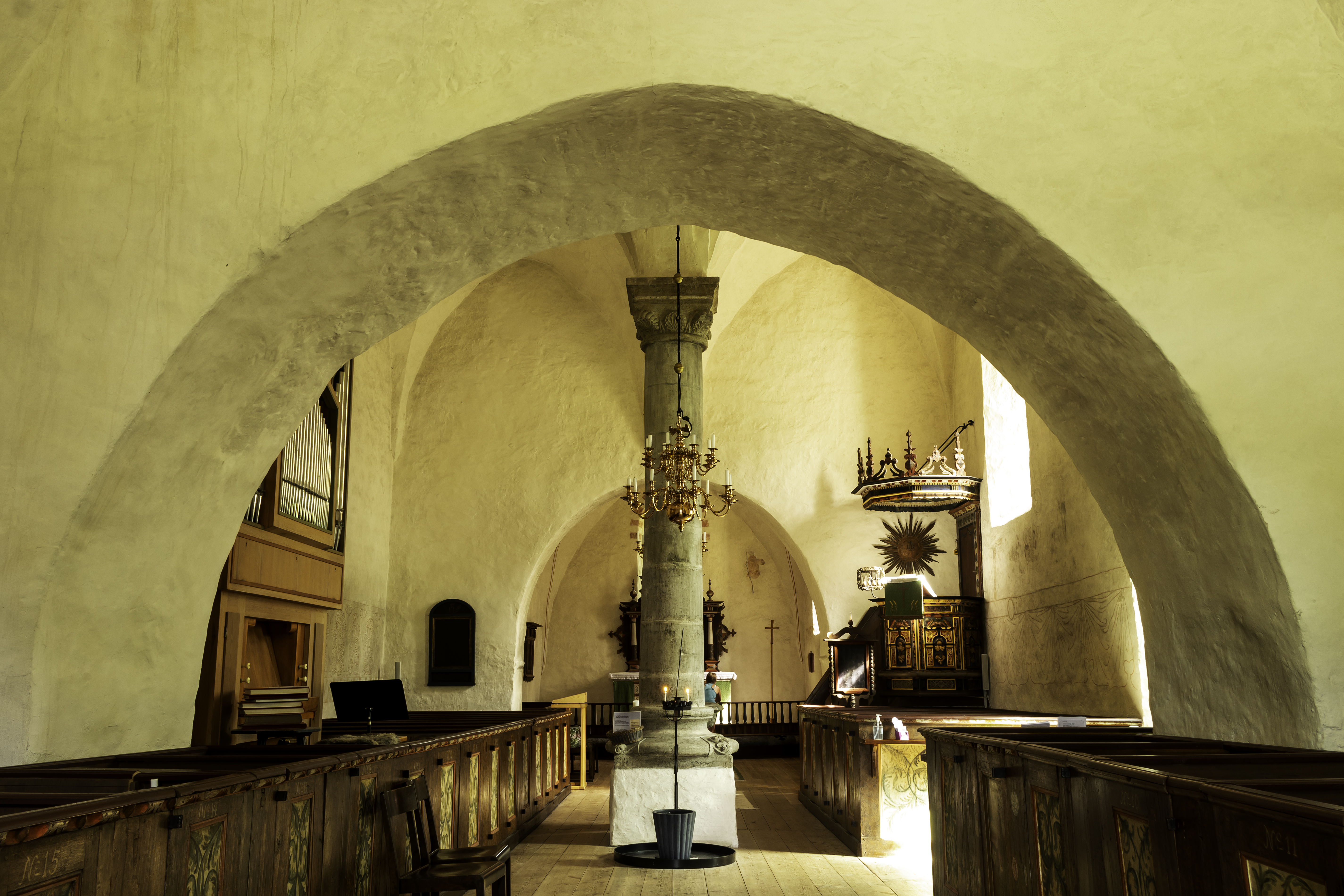
Wnętrze świątyni

Wspomniany wyżej pożar sprawił, że we wnętrzu kościoła nie pozostało nic ze średniowiecznego wyposażenia. Pojedynczy filar został wsparty na podstawie wziętej z innego średniowiecznego kościoła, który obecnie pozostaje w ruinie – z kościoła w Gann. Stało się tak prawdopodobnie dlatego, że pożar uszkodził nawet bazę tej kolumny.
Mimo wszystko we wnętrzu zachowało się kilka fragmentów fresków, wykonanych prawdopodobnie przez Mistrza Męki Pańskiej. Ołtarz pochodzi z 1701 roku, ambona z 1726 roku, a ławki również powstały w XVIII wieku. Na XVII-wiecznej chrzcielnicy widnieje monogram króla duńskiego Chrystiana IV; wcześniej należała ona do kościoła na zamku Visborg.